# Фруктоїд
Фруктоїд (Melanocharis) — рід горобцеподібних птахів родини фруктоїдових (Melanocharitidae). Містить 6 видів.

## Поширення
Фруктоїди поширені в Новій Гвінеї та на архіпелазі Ару. Живуть у дощовому або хмарному лісі.

## Опис
Це дрібні птахи (11–14 см завдовжки), з міцною статурою, подовженою головою, тонким дзьобом середнього розміру, міцними ногами та хвостом середнього розміру. Верхня частина тіла червонувато-коричневого забарвлення, лише у Melanocharis striativentris спина оливкового кольору. Низня частина світліша.

## Спосіб життя
Мешкають у підліску або під наметом лісу. Трапляються поодинці або парами, іноді із змішаними зграями. Живляться фруктами, ягодами та комахами. Моногамні птахи. Розмножуються протягом року. Самиця будує гніздо у розгалуженні гілок дерева. У гнізді 1-2 яйця. Про пташенят піклуються обоє батьків.

## Види
- Фруктоїд оливковий (Melanocharis arfakiana)
- Фруктоїд жовточеревий (Melanocharis longicauda)
- Фруктоїд чорний (Melanocharis nigra)
- Фруктоїд смугастогрудий (Melanocharis striativentris)
- Фруктоїд віялохвостий (Melanocharis versteri)
- Melanocharis citreola